# Атлантік-Брюке
Atlantik-Brücke ( Atlantic Bridge ) є провідною приватною некомерційною асоціацією для просування німецько-американського взаєморозуміння та атлантизму . Заснована в Гамбурзі в 1952 році, вона була розташована в Бонні між 1983 і 1999 роками, а зараз знаходиться в Берліні .
Асоціація організовує конференції, семінари та колоквіуми лише за запрошеннями. Завдяки різноманітним програмам для «молодих лідерів», військових офіцерів, журналістів і студентів Atlantik-Brücke розвиває соціальні мережі серед нинішніх і майбутніх лідерів у бізнесі та світових справах. Atlantik-Brücke також присуджує нагороди на честь Вернона А. Волтерса та Еріка М. Варбурга . Atlantik-Brücke щорічно вручає премію Джорджа Буша-старшого, нагороду, яку вручають тим, хто покращив відносини Німеччини та США. Вперше він був наданий у серпні 2015 року його тезці, президенту США. Джордж Буш- старший у своїй резиденції Walker's Point Estate, штат Мен . 
У 2014 році німецьке політичне кабаре-шоу *Die Anstalt* назвало Atlantik-Brücke однією з кількох «дружніх до НАТО елітних мереж», які, за їхніми словами, «є чимось більшим, ніж трансатлантичні свінгер-клуби». Після того, як з'ясувалося, що кілька високопоставлених німецьких журналістів і медіамагнатів є членами Atlantik-Brücke (поряд з іншими американськими лобістськими організаціями), програма розкритикувала деякі популярні німецькі газети, порівнявши їх із «локальними виданнями пресслужби НАТО». Після трансляції декілька журналістів, чиї зв’язки з Atlantik-Brücke були викриті, намагалися подати позов проти ZDF за показ програми. Однак Федеральний суд у 2017 році відхилив позов, постановивши, що особисті права не були порушені та що оцінки, надані *Die Anstalt*, були «досить точними».

## Молоді лідери
Дві конференції молодих лідерів Atlantik-Brücke отримують понад 500 заявок на рік, з яких 120 молодих лідерів обираються за допомогою керівного комітету політичних, ділових і академічних лідерів. Шістдесят молодих лідерів обирають для Німецько-американської конференції (30 американців і 30 німців) і шістдесят обирають для Європейської конференції. Станом на 2011 рік Німецько-американська конференція молодих лідерів триває вже 33 роки.
Програма молодих лідерів, започаткована Atlantik-Brücke, є найстарішою та найбільшою ініціативою, спрямованою на виявлення та зміцнення відносин серед майбутніх хранителів трансатлантичного партнерства. З моменту проведення першої конференції молодих лідерів у 1973 році понад 1500 європейців та американців відвідали одну з тридцяти двох німецько-американських конференцій молодих лідерів або одну з десяти європейських конференцій молодих лідерів. Випускники цих престижних зібрань підтримують контакт як неформально, так і через регіональні дискусійні групи та дворічні конференції випускників, що проводилися під егідою Atlantik-Brücke. 1 січня 2011 року Atlantik-Brücke заснувала незалежну організацію "Atlantik Forum e.V. – випускники молодих лідерів Atlantik-Brücke", щоб більш ефективно сприяти та керувати всіма цими заходами.

## Витяг зі списку учасників
Нижче ви можете знайти витяг зі списку членів Atlantik Brücke eV  
- Філіп Д. Мерфі, губернатор Нью-Джерсі, колишній посол США в Німеччині
- Генрі Кіссінджер, колишній державний секретар Сполучених Штатів Америки
- Йозеф Акерманн, колишній генеральний директор Deutsche Bank, Німеччина
- Карл-Теодор цу Гуттенберг, колишній міністр оборони Німеччини
- Гельмут Коль, колишній канцлер Німеччини
- Гельмут Шмідт, колишній канцлер Німеччини
- Руперт Штадлер, колишній голова Audi AG
- Торстен Олтманнс, глобальний маркетинговий директор Roland Berger Strategy Consultants
- Йоахім Гаук, колишній президент Німеччини
- Ангела Меркель, колишній канцлер Німеччини

## Подальше читання
- Rede: 70 Jahre Atlantik-Brücke. Der Bundespräsident (нім.). 22 жовтня 2022. Процитовано 1 грудня 2022.

## Зовнішні посилання
- Офіційний сайт